# Philippe Dubourg
Pour les articles homonymes, voir Dubourg.
Philippe Dubourg, homme politique français, né le 9 juillet 1938 à Caudéran (Gironde) et mort le 11 avril 2021 à Bruges.
Il est élu député le 16 juin 2002, pour la XIIe législature (2002-2007), dans la 9e circonscription de la Gironde. Il fait partie du groupe UMP.

## Mandats

### Conseiller municipal et maire
- 1977-11 avril 2021 : maire d'Illats (Gironde), décédé en fonctions.

### Conseiller général
- 22 mars 1982-16 mars 2008 : conseiller général du canton de Podensac, membre du conseil général de la Gironde

### Député
- 2 avril 1993-21 avril 1997 : député de la Gironde
- 19 juin 2002-19 juin 2007 : député de la Gironde